# Thelypteris inaequalis
Thelypteris inaequalis är en kärrbräkenväxtart som först beskrevs av Carl Frederik Albert Christensen, och fick sitt nu gällande namn av David Bruce Lellinger. Thelypteris inaequalis ingår i släktet Thelypteris och familjen Thelypteridaceae. Inga underarter finns listade.